# Jeffrey Talan
Jeffrey Dennis Talan (nacido el 29 de septiembre de 1971 en Katwijk) es un exjugador de fútbol de los Países Bajos que jugaba como extremo derecho. 

## Biografía
Talan realizó toda su carrera futbolística en la liga de los Países Bajos, jugó durante 5 años en el ADO Den Haag, desde 1990 a 1995 y después fichó por el SC Heerenveen, en el que jugó desde la temporada 1995 al 2003.

## Selección nacional
Ha sido internacional con la Selección de fútbol de los Países Bajos en 8 partidos internacionales en los que marcó un gol.

## Clubes
| Temporada | Club          | País                        | Competición    | Partidos | Goles |
| --------- | ------------- | --------------------------- | -------------- | -------- | ----- |
| 1990/91   | ADO Den Haag  | Bandera de los Países Bajos | Eredivisie     | 4        | 0     |
| 1991/92   | ADO Den Haag  | Bandera de los Países Bajos | Eredivisie     | 13       | 1     |
| 1992/93   | ADO Den Haag  | Bandera de los Países Bajos | Eerste Divisie | 30       | 5     |
| 1993/94   | ADO Den Haag  | Bandera de los Países Bajos | Eerste Divisie | 23       | 3     |
| 1994/95   | ADO Den Haag  | Bandera de los Países Bajos | Eerste Divisie | 19       | 6     |
| 1995/96   | SC Heerenveen | Bandera de los Países Bajos | Eredivisie     | 26       | 9     |
| 1996/97   | SC Heerenveen | Bandera de los Países Bajos | Eredivisie     | 23       | 3     |
| 1997/98   | SC Heerenveen | Bandera de los Países Bajos | Eredivisie     | 10       | 2     |
| 1998/99   | SC Heerenveen | Bandera de los Países Bajos | Eredivisie     | 31       | 8     |
| 1999/00   | SC Heerenveen | Bandera de los Países Bajos | Eredivisie     | 24       | 9     |
| 2000/01   | SC Heerenveen | Bandera de los Países Bajos | Eredivisie     | 32       | 7     |
| 2001/02   | SC Heerenveen | Bandera de los Países Bajos | Eredivisie     | 19       | 2     |
| 2002/03   | SC Heerenveen | Bandera de los Países Bajos | Eredivisie     | 2        | 0     |
| Total     |               |                             |                | 256      | 55    |